# Saison 2 de Phinéas et Ferb
 (octobre 2019).
Si vous disposez d'ouvrages ou d'articles de référence ou si vous connaissez des sites web de qualité traitant du thème abordé ici, merci de compléter l'article en donnant les références utiles à sa vérifiabilité et en les liant à la section « Notes et références ».
La deuxième saison de Phinéas et Ferb était diffusé entre le 19 février 2009 et le 11 février 2011 sur Disney Channel.

## Synopsis
La série se concentre sur Phinéas Flynn, un enfant pratique de 10 ans, en compagnie de Ferbs "Ferb" Fletcher, son demi-frère de 11 ans.

## Épisode 1:Le monstre du lac Nez (premières et deuxièmes parties)
- Titre original : The Lake Nose Monster (Parts 1 & 2)
- Histoire : Richard Goodman
- Écrit par : Herb Moore
- Storyboard : Zac Moncrief
- Réalisé par : Ian Worrel
- États-Unis : 19 février 2009 sur Disney Channel
- France : 19 février 2009 sur Disney Channel France
- Canada : 19 février 2009 sur Family Channel

## Épisode 2:Rencontre avec un ornithorynque
- Titre original : Interview with a Platypus
- Histoire : Richard Goodman
- Écrit par : Herb Moore
- Storyboard : Zac Moncrief
- Réalisé par : Ian Worrel
- États-Unis : 20 février 2009 sur Disney Channel
- France : 21 février 2009 sur Disney Channel France
- Canada : 20 février 2009 sur Family Channel

## Épisode 3:Le petit bout du bout
- Titre original : Tip of the Day
- Histoire : Richard Goodman
- Écrit par : Herb Moore
- Storyboard : Zac Moncrief
- Réalisé par : Ian Worrel
- États-Unis : 20 février 2009 sur Disney Channel
- France : 21 février 2009 sur Disney Channel France
- Canada : 21 février 2009 sur Family Channel
- Royaume-Uni : 23 janvier 2009 sur Toon Disney

## Épisode 4:Attaque du Candice au 50 pieds
- Titre original : Attack of the 50 Foot Sister
- Histoire : Richard Goodman
- Écrit par : Herb Moore
- Storyboard : Zac Moncrief
- Réalisé par : Ian Worrel
- États-Unis : 21 février 2009 sur Disney Channel
- France : 22 février 2009 sur Disney Channel France
- Canada : 22 février 2009 sur Family Channel

## Épisode 5:Le jour de la gélatine vivante
- Titre original : Day of the Living Gelatin
- Histoire : Richard Goodman
- Écrit par : Herb Moore
- Storyboard : Zac Moncrief
- Réalisé par : Ian Worrel
- États-Unis : 28 février 2009 sur Disney Channel
- France : 28 février 2009 sur Disney Channel France
- Canada : 28 février 2009 sur Family Channel

## Épisode 6:Élémentaire, chère Stacy
- Titre original : Elementary, Dear Stacy
- Histoire : Richard Goodman
- Écrit par : Herb Moore
- Storyboard : Zac Moncrief
- Réalisé par : Ian Worrel
- États-Unis : 28 février 2009 sur Disney Channel
- France : 1er avril 2009 sur Disney Channel France
- Canada : 5 avril 2009 sur Family Channel

## Épisode 7:Étranges disparitions
- Titre original : Don't Even Blink
- Histoire : Richard Goodman
- Écrit par : Herb Moore
- Storyboard : Zac Moncrief
- Réalisé par : Ian Worrel
- États-Unis : 4 avril 2009 sur Disney Channel
- France : 5 avril 2009 sur Disney Channel France
- Canada : 12 avril 2009 sur Family Channel

## Épisode 8:Chez Perry l'ornithorynque
- Titre original : Chez Platypus
- Histoire : Richard Goodman
- Écrit par : Herb Moore
- Storyboard : Zac Moncrief
- Réalisé par : Ian Worrel
- États-Unis : 4 avril 2009 sur Disney Channel
- France : 5 avril 2009 sur Disney Channel France
- Canada : 12 avril 2009 sur Family Channel

## Épisode 9:Les chroniques de Meap (premières et deuxièmes parties)
- Titre original : The Chronicles of Meap (Parts 1 & 2)
- Histoire : Richard Goodman
- Écrit par : Herb Moore
- Storyboard : Zac Moncrief
- Réalisé par : Ian Worrel
- États-Unis : 11 avril 2009 sur Disney Channel
- France : 13 avril 2009 sur Disney Channel France
- Canada : 19 avril 2009 sur Family Channel

## Épisode 10:Faisons un quiz
- Titre original : Let's Take That Quiz
- Histoire : Richard Goodman
- Écrit par : Herb Moore
- Storyboard : Zac Moncrief
- Réalisé par : Ian Worrel
- États-Unis : 11 avril 2009 sur Disney Channel
- France : 17 avril 2009 sur Disney Channel France
- Canada : 24 avril 2009 sur Family Channel

## Épisode 11:La taupe au nez étoilé
- Titre original : Car Wash
- Histoire : Ian Worrel
- Écrit par : Herb Moore
- Storyboard : Zac Moncrief
- Réalisé par : Perry Zombolas
- États-Unis : 19 avril 2009 sur Disney Channel
- France : 27 avril 2009 sur Disney Channel France
- Canada : 29 avril 2009 sur Family Channel

## Épisode 12:Cliptastic
- Titre original : Phineas and Feb's Musical Cliptastic Countdown
- Histoire : Richard Goodman
- Écrit par : Herb Moore
- Storyboard : Zac Moncrief
- Réalisé par : Ian Worrel
- États-Unis : 21 septembre 2009 sur Disney Channel
- France : 26 septembre 2009 sur Disney Channel France
- Canada : 27 septembre 2009 sur Family Channel

## Épisode 13:Une folie diabolique
- Titre original : Phineas and Ferb's Quantum Boogaloo
- Histoire : Richard Goodman
- Écrit par : Herb Moore
- Storyboard : Zac Moncrief
- Réalisé par : Ian Worrel
- États-Unis : 12 octobre 2009 sur Disney Channel
- France : 13 octobre 2009 sur Disney Channel France
- Canada : 19 octobre 2009 sur Family Channel

## Épisode 14:Phinéas et Ferb: Les Vacances de Noël
- Titre original : Phineas and Ferb's Christmas Vacation
- Histoire : Ian Worrel
- Écrit par : Herb Moore
- Storyboard : Zac Moncrief
- Réalisé par : Perry Zombolas
- États-Unis : 6 décembre 2009 sur Disney Channel
- France : 11 décembre 2009 sur Disney Channel France
- Canada : 18 décembre 2009 sur Family Channel

## Épisode 15:L'invasion des extraterrestres
- Titre original : The Invasion of the Ferb Snatchers
- Histoire : Richard Goodman
- Écrit par : Herb Moore
- Storyboard : Zac Moncrief
- Réalisé par : Ian Worrel
- États-Unis : 20 février 2010 sur Disney Channel
- France : 25 février 2010 sur Disney Channel France
- Canada : 27 février 2010 sur Family Channel

## Épisode 16:Un tour de manège
- Titre original : Ain't No Kiddie Ride
- Histoire : Ian Worrel
- Écrit par : Herb Moore
- Storyboard : Zac Moncrief
- Réalisé par : Perry Zombolas
- États-Unis : 20 février 2010 sur Disney Channel
- France : 26 février 2010 sur Disney Channel France
- Canada : 28 février 2010 sur Family Channel

## Épisode 17:Le bec (premières et deuxièmes parties)
- Titre original : The Beak (Parts 1 & 2)
- Histoire : Richard Goodman
- Écrit par : Herb Moore
- Storyboard : Zac Moncrief
- Réalisé par : Ian Worrel
- États-Unis : 5 avril 2010 sur Disney Channel
- France : 11 avril 2010 sur Disney Channel France
- Canada : 19 avril 2010 sur Family Channel

## Épisode 18:La citronnade
- Titre original : Lemonade Stand
- Histoire : Ian Worrel
- Écrit par : Herb Moore
- Storyboard : Zac Moncrief
- Réalisé par : Perry Zombolas
- États-Unis : 14 juin 2010 sur Disney Channel
- France : 19 juin 2010 sur Disney Channel France
- Canada : 24 juin 2010 sur Family Channel

## Épisode 19:Le tour du monde en 1 jour (premières et deuxièmes parties)
- Titre original : Summer Belongs to You! (Parts 1 & 2)
- Histoire : Richard Goodman
- Écrit par : Herb Moore
- Storyboard : Zac Moncrief
- Réalisé par : Ian Worrel
- États-Unis : 7 août 2010 sur Disney Channel
- France : 11 août 2010 sur Disney Channel France
- Canada : 13 août 2010 sur Family Channel

## Épisode 20:Les effets spéciaux
- Titre original : Nerds of a Feather
- Histoire : Ian Worrel
- Écrit par : Herb Moore
- Storyboard : Zac Moncrief
- Réalisé par : Perry Zombolas
- États-Unis : 16 août 2010 sur Disney Channel
- France : 19 août 2010 sur Disney Channel France
- Canada : 24 août 2010 sur Family Channel

## Épisode 21:Le rodéo des robots
- Titre original : Robot Rodeo
- Histoire : Richard Goodman
- Écrit par : Herb Moore
- Storyboard : Zac Moncrief
- Réalisé par : Ian Worrel
- États-Unis : 24 août 2010 sur Disney Channel
- France : 27 août 2010 sur Disney Channel France
- Canada : 6 septembre 2010 sur Family Channel

## Épisode 22:Les vacances hawaïennes
- Titre original : Hawaiian Vacation
- Histoire : Ian Worrel
- Écrit par : Herb Moore
- Storyboard : Zac Moncrief
- Réalisé par : Perry Zombolas
- États-Unis : 6 septembre 2010 sur Disney Channel
- France : 13 septembre 2010 sur Disney Channel France
- Canada : 16 septembre 2010 sur Family Channel

## Épisode 23:Le magicien d'Oz (premières et deuxièmes parties)
- Titre original : Wizard of Odd (Parts 1 & 2)
- Histoire : Richard Goodman
- Écrit par : Herb Moore
- Storyboard : Zac Moncrief
- Réalisé par : Ian Worrel
- États-Unis : 24 septembre 2010 sur Disney Channel
- France : 25 septembre 2010 sur Disney Channel France
- Canada : 27 septembre 2010 sur Family Channel

## Épisode 24:Ça, c'est un labyrinthe
- Titre original : We Call it Maze
- Histoire : Ian Worrel
- Écrit par : Herb Moore
- Storyboard : Zac Moncrief
- Réalisé par : Perry Zombolas
- États-Unis : 1er octobre 2010 sur Disney Channel
- France : 14 octobre 2010 sur Disney Channel France
- Canada : 18 octobre 2010 sur Family Channel

## Épisode 25:Max Modem
- Titre original : Ladies and Gentlemen, Meet Max Modem!
- Histoire : Richard Goodman
- Écrit par : Herb Moore
- Storyboard : Zac Moncrief
- Réalisé par : Ian Worrel
- États-Unis : 1er octobre 2010 sur Disney Channel
- France : 14 octobre 2010 sur Disney Channel France
- Canada : 18 octobre 2010 sur Family Channel

## Épisode 26:La face caché de la lune
- Titre original : The Doof Side of the Moon
- Histoire : Ian Worrel
- Écrit par : Herb Moore
- Storyboard : Zac Moncrief
- Réalisé par : Perry Zombolas
- États-Unis : 6 octobre 2010 sur Disney Channel
- France : 1er décembre 2010 sur Disney Channel France
- Canada : 14 décembre 2010 sur Family Channel

## Épisode 27:Congé maladie
- Titre original : Brain Drain
- Histoire : Richard Goodman
- Écrit par : Herb Moore
- Storyboard : Zac Moncrief
- Réalisé par : Ian Worrel
- États-Unis : 18 octobre 2010 sur Disney Channel
- France : 13 décembre 2010 sur Disney Channel France
- Canada : 16 décembre 2010 sur Family Channel

## Épisode 28:Les montagnes russes, la comédie musicale
- Titre original : Rollercoaster: The Musical!
- Histoire : Ian Worrel
- Écrit par : Herb Moore
- Storyboard : Zac Moncrief
- Réalisé par : Perry Zombolas
- États-Unis : 11 février 2011 sur Disney Channel
- France : 12 février 2011 sur Disney Channel France
- Canada : 13 février 2011 sur Family Channel

## Épisode 29:Le juke-box géant
- Titre original : Make Play
- Histoire : Richard Goodman
- Écrit par : Herb Moore
- Storyboard : Zac Moncrief
- Réalisé par : Ian Worrel
- États-Unis : 11 février 2011 sur Disney Channel
- France : 12 février 2011 sur Disney Channel France
- Canada : 14 février 2011 sur Family Channel